# Németh Imre (atléta)
Németh Imre (Kassa, 1917. szeptember 23. – Budapest, 1989. augusztus 18.) olimpiai bajnok magyar kalapácsvető, sportvezető, többszörös világcsúcstartó; sportvezető, a Népstadion első igazgatója, majd a Népstadion és Intézményei főigazgatója, a Magyar Atlétikai Szövetség elnöke, Németh Miklós olimpiai bajnok gerelyhajító apja.

## Életpályája
1938-tól a Magyar AC, 1945-től a Toldi Miklós SE, majd 1947-től a Budapesti Vasas atlétája volt. Kalapácsvetésben, súlylökésben és diszkoszvetésben is versenyzett, de nemzetközi szintű eredményeit kalapácsvetésben érte el. Háromszor döntötte meg a kalapácsvetés világcsúcsát. Két olimpián vett részt, 1948-ban, Londonban olimpiai bajnoki címet, 1952-ben, Helsinkiben bronzérmet nyert. Mindkét alkalommal a magyar csapat zászlóvivője lehetett a megnyitó ünnepségen. Az aktív sportolást 1960-ban fejezte be.
1949-től 1953-ig országgyűlési képviselő volt, 1953-tól a Népstadion igazgatójává, majd a Népstadion és Intézményei Vállalat főigazgatójává nevezték ki. Innen 1980-ban nyugalmazták. Közben 1964-től 1973-ig a Magyar Atlétikai Szövetség elnöke egyben a Vasas atlétika szakosztályának elnöke volt. 1958-ban és 1960-ban a Magyar Testnevelési és Sport Tanács (MTST) tagjának nevezték ki. 1963 decemberétől a Magyar Testnevelési és Sportszövetség országos tanácsának tagja lett.

## Sporteredményei
- olimpiai bajnok (1948)
- olimpiai 3. helyezett (1952)
- Európa-bajnoki 4. helyezett (1946)
- angol bajnok (1947)
- tizenkétszeres egyéni magyar bajnok
- tizenkétszeres magyar csapatbajnok

## Rekordjai
- tizenkétszeres magyar csúcstartó
- 51,96 m (1942. július 19., Budapest) országos csúcs
- 55,48 m (1943. október 31. Budapest) országos csúcs
- 55,74 m (1947. július 13. Budapest) országos csúcs
- 57,60 m (1947. szeptember 8. Bukarest) országos csúcs
- 59,02 m (1948. július 14. Tata) világcsúcs
- 59,57 m (1949. szeptember 4. Kattowice) világcsúcs
- 59,88 m (1950. május 19., Budapest) világcsúcs

## Díjai, elismerései
- A Magyar Népköztársaság kiváló sportolója (1951)[6]
- A Magyar Népköztársaság Érdemes Sportolója (1954)[7]
- NOB Olimpiai Érdemrend bronz fokozata (1979)

## Emlékezete
- Németh Imre Általános Iskola, Budapest
- Csanádi Árpád Általános Iskola és Gimnázium: Németh Imre terem